# Hagenberg (Berching)
Hagenberg ist ein Gemeindeteil der Stadt Berching im Landkreis Neumarkt in der Oberpfalz. Der Ort ist eine Einöde mit zwei Häusern. Kirchlich gehört Hagenberg zur Pfarrei Berching im Dekanat Neumarkt in der Oberpfalz. Am 1. Juli 1972 wurde Rudertshofen mit Hagenberg, Jettingsdorf und Wirbertshofen nach Berching eingemeindet.
An der Hagenberger Leite ist die Feldkapelle St. Maria. Es handelt sich um einen Walmdachbau aus der Mitte des 18. Jahrhunderts.